# Powiat Otwocki
Der Powiat Otwocki ist ein Powiat (Kreis) in der Woiwodschaft Masowien in Polen. Der Powiat hat eine Fläche von 615,1 km², auf der etwa 120.000 Einwohner leben. Die Bevölkerungsdichte betrug 186 Einwohner auf einen km² (2004).

## Gemeinden
Der Powiat umfasst acht Gemeinden, wovon zwei Stadtgemeinden, zwei Stadt-und-Land-Gemeinden und vier Landgemeinden sind.

### Stadtgemeinden
- Józefów
- Otwock

### Stadt-und-Land-Gemeinde
- Karczew
- Osieck

### Landgemeinden
- Celestynów
- Kołbiel
- Sobienie-Jeziory
- Wiązowna